# 오쓰정
오쓰정(大津町)은 이바라키현 다가군에 일찍이 존재했던 정이다.

## 지리
- 현재의 기타이바라키시 북동부에 위치하며, 태평양에 접해 있지만, 정 지역은 다가산지의 일부로 대부분 산으로 이루어진 지형이다.

## 역사
이즈라 해안에는 1906년(메이지 39년)에 오카쿠라 덴신이 이끄는 일본미술원이 도쿄에서 이전했다. 이 미술원은 덴신이 사망한 1913년까지 이곳에 있었으며, 덴신과 관련된 로카쿠도에는 1916년 8월에 인도의 시인 라빈드라나트 타고르가 방문했다.
제2차 세계대전 중 1944년부터 1945년까지 해안선에서 풍선 폭탄 투하가 이루어졌다.
1951년 11월 22일, 오쓰정에서 산사태가 발생하여. 사망자 5명, 중경상자 5명을 낳았다.
- 1889년 4월 1일 - 정촌제 시행에 의해 다가군 세키나미촌이 성립하였다.
- 1956년 3월 31일 - 이소하라정, 세키나미촌, 세키모토촌, 히라가타정과 합병해, 이바라키시가 성립하여, 동일 기타이바라키시가 개칭되어, 오쓰정은 소멸하였다.

## 인구
| 1891년 | 3,555 |
| 1902년 | 3,953 |
| 1920년 | 4,556 |
| 1935년 | 5,784 |
| 1950년 | 8,376 |
| 1955년 | 8,255 |

## 교통

### 철도
- 일본국유철도 (동일본 여객철도)
  - 조반선

### 도로
- 1급국도
  - 국도 제6호선

## 참고문헌
- 茨城新聞社 編『茨城県大百科事典』茨城新聞社、1981年10月8日、1099pp.
- 角川日本地名大辞典編纂委員会『가도카와 일본 지명 대사전 8 茨城県』、가도카와 쇼텐、1983年 ISBN 4040010809
- 北茨城市史編さん委員会 編『北茨城市史 下巻』北茨城市、昭和62年6月25日、849pp.